# 天津市宝坻区第一中学
天津市宝坻区第一中学，简称宝坻一中，天津市重点中学，创立于1920年，位于天津市宝坻区北城东路1号，占地330亩，建筑面积8万平方米。

## 历史
宝坻一中前身宝蓟中学由李辅庭于1920年建立，后历名河北省第二十中学、河北省新集中学、宝坻县初级中学、河北宝坻中学、宝坻县中学、天津市宝坻县第一中学，2001年更名为天津市宝坻区第一中学。是首批天津市重点中学之一、全国教育系统先进集体、天津市示范性高中、天津市新课程改革样板校。